# The Future Sound of London
The Future Sound of London (nome spesso abbreviato con FSOL, o talvolta presentato senza articolo The) sono un duo britannico composto da Garry Cobain e Brian Dougans che occupa un importante posto tra i produttori di musica elettronica.
Il duo è notoriamente enigmatico e raramente ha rilasciato interviste. Il loro lavoro copre un grande numero di settori, come film e video, 2D e 3D computer grafica, produzione di animazioni, Internet, diffusione radiofonica allo stesso modo della produzione musicale.
Troppo spesso etichettati sotto il genere ambient, Dougans e Cobain hanno dimostrato di essere troppo eclettici per essere ingabbiati nella definizione di un solo stile musicale. La loro musica copre la maggior parte dei settori della musica elettronica, dalla ambient alla house music, dal drum and bass al trip hop, sempre attraverso una sperimentazione che li allontana dai canoni di questi generi.
Negli anni si sono fatti conoscere anche come rinomati remixers, di brani principalmente dance. I risultati dei loro remix sono sempre complessi racconti nei quali raramente si riesce a riconoscere i brani iniziali.

## Storia
I FSOL, come viene saltuariamente chiamata questa band, venne fondata a Manchester, in Inghilterra, negli anni '80. Dougans ha già una certa esperienza nella musica elettronica quando i due cominciano a lavorare assieme in vari club locali.
Nel 1988, Dougans si imbarca in un progetto per la compagnia grafica Stakker. Il risultato fu Stakker Humanoid. Cobain contribuì all'album d'accompagnamento. Venne inoltre prodotto un video.
Nei tre anni seguenti la coppia produsse musica sotto una grande varietà di nomi. Stakker Humanoid rientrò nella UK chart nel 1992, seguito da un brano ambient-dub che farà breccia, Papua New Guinea, il primo singolo da loro prodotto ufficialmente sotto il nome di Future Sound of London. La Virgin Records era in cerca di gruppi di elettronica e li mise subito sotto contratto. Iniziarono immediatamente a sperimentare e il risultato fu l'album Tales of Ephidrina, distribuito sotto l'alias Amorphous Androgynous.
Lifeforms, nel 1994, seguì all'acclamazione della critica; la nuova opera era quasi totalmente priva di percussioni e realmente in stile ambient in entrambi i dischi. Raggiunse la top 10 della UK album chart. Nel 1994 uscì anche ISDN, una simil-esibizione dal vivo, dalle sonorità più cupe e ritmiche di Lifeforms.
Nel 1996 uscì Dead Cities, in cui di nuovo vi era un curioso mix di trame ambient e possente musica dance. In questo album i due collaborano anche con il compositore Max Richter; a seguito di questo album, a detta dei critici, il duo sembrò aver prosciugato la sua creatività, ad eccezione di pochi singoli e remix.
Dopo un'inattività di quattro anni e delle dichiarazioni di malattia mentale, Cobain e Dougans risbucarono nel 2002 con The Isness, una produzione fortemente influenzata dalla psichedelia degli anni sessanta e settanta, uscita sotto l'alias di Amorphous Androgynous, e preceduta da Papua New Guinea Translations, un mini-album che conteneva un misto di remix dei loro classici così come nuovo materiale proveniente dal successivo The Isness. I pareri della stampa sull'album furono discordi: alcuni affermarono che il gruppo aveva esagerato e si era allontanato da ciò che sapeva fare meglio, mentre altri lo giudicarono un capolavoro della psichedelia moderna e uno degli album più straordinarî e unici del tempo; di questo parere fu la rivista Mužik, che assegnò all'album un voto addirittura superiore al massimo: 6/5.
Tre anni dopo Dougans e Cobain seguirono la linea presa con The Isness con il successivo passo del progetto Amorphous Androgynous, Alice In Ultraland. Sparsa voce che sarebbe stato accompagnato da un film con lo stesso titolo, l'album abbassò di tono le sperimentazioni psichedeliche di The Isness, dotandosi di sonorità singolari e sostituendo i momenti più bizzarri del precedente con interludî ambient e funk. Diversamente da The Isness, a cui avevano partecipato almeno un centinaio di musicisti durante la sua produzione, le varie versioni e i remix dell'album, Alice In Ultraland si caratterizza per una solida formazione di gruppo, che è rimasta la stessa dal 2005 in poi. Il live mostra che il gruppo si è decisamente allontanato dai periodi di ISDN.
Il 6 luglio 2011 Noel Gallagher annuncia in una conferenza stampa che pubblicherà un album frutto della collaborazione con gli Amorphous Androgynus. L'uscita del disco, il secondo per i Noel Gallagher's High Flying Birds, era prevista per il 2012, ma è stata posticipata al 2013. Il primo brano del disco ad essere diffuso si intitola Shot a Hole Into the Sun ed è inserito come lato B del singolo Dream On dei Noel Gallagher's High Flying Birds. Nel testo del brano ci sono estratti della canzone If I Had a Gun.... Shot a Hole Into the Sun è stata trasmessa per la prima volta su BBC Radio 1 nel programma condotto da Zane Lowe il 20 febbraio del 2012.

## Alias utilizzati
- Aircut
- Amorphous Androgynous
- Art Science Technology
- Candese
- Cloudscraper (solo Brian Dougans)
- Deep Field
- Homeboy (solo Brian Dougans)
- Humanoid (solo Brian Dougans)
- Indo Tribe
- Intelligent Communication
- Mental Cube
- Metropolis
- Part-Sub-Merged (solo Brian Dougans)
- Polemical (solo Brian Dougans)
- Q
- Semtex
- Semi Real
- Smart Systems
- The Far-out Son Of Lung
- Yage
- Yunie
- Zeebox (solo Brian Dougans)

## Discografia
La discografia dei The Future Sound Of London appare particolarmente articolata sia perché a seconda del periodo i due utilizzarono vari pseudonimi, anche risultando attivi con più nomi contemporaneamente, sia per il cambio di rotta avuto da Isness in poi, quando essi hanno iniziato a dedicarsi soprattutto al rock psichedelico rispolverando la ragione sociale Amorphous Androgynous.
Inoltre l'apertura tra il 2006 e il 2007 del negozio on-line FSOLdigital (presto trasformatosi in una vera etichetta discografica per produzioni digitali e non) ha permesso ai due di effettuare numerose ristampe di release classiche, e contemporaneamente di pubblicare numerosi album in formato digitale con la possibilità, data dall'autoproduzione e dal costo nullo delle release digitali, di sperimentare liberamente in molti campi. Hanno così visto la luce tra il 2006 e il 2008 album come Environments (il cui completamento era in sospeso dai tempi dei primi Amorphous Androgynous, cioè dal 1992) o un nuovo album psichedelico a nome Yage; inoltre progetti come Part-Sub-Merged, Polemical e Cloudscraper, interamente seguiti da Brian.

### Singoli/EP
- Q (198-)
- Crystals (Brian Dougans) (198-)
- Stakker Humanoid (come Humanoid) (1988)
- Stakker Humanoid (Part 2) (come Humanoid) (1988)
- Slam (come Humanoid) (1989)
- Tonight (come Humanoid con Sharon Benson) (1989)
- The Deep (come Humanoid) (1989)
- The Tingler (come Smart Systems) (19--)
- AST (come Art Science Technology) (1990)
- Mental Cube EP (come Mental Cube) (1990)
- So This Is Love (come Mental Cube) (1991)
- Principles of Motion EP (come Intelligent Communication) (1991)
- Papua New Guinea (1992)
- Fuzzy Logic EP (come Yage) (1992)
- Stakker '92 (come Humanoid) (1992)
- People Livin' Today (come Semi-Real) (1992)
- Metropolis (come Metropolis) (1992)
- Liquid Insects (come Amorphous Androgynous) (1993)
- Cascade (1993)
- Lifeforms (con Elizabeth Fraser) (1994)
- Expander (1994)
- The Far-Out Son of Lung and the Ramblings of a Madman (1994)
- ISDN (Remix) (1995)
- My Kingdom (1996)
- We Have Explosive (1997)
- Papua New Guinea 2001 (2001)
- Papua New Guinea Translations (2001)
- The Mellow Hippo Disco Show (come Amorphous Androgynous) (2002)
- Divinity (come Amorphous Androgynous) (2003)

### Album
- Accelerator (1992)
- Earthbeat (compilation dei primi lavori prodotti sotto diversi alias) (1992)
- Tales of Ephidrina (come Amorphous Androgynous) (1993)
- Lifeforms (1994)
- ISDN (1994)
- Dead Cities (1996)
- The Isness (come Amorphous Androgynous, eccetto per gli U.S.A.) (2002)
- Alice In Ultraland (come Amorphous Androgynous) (2005)
- Teachings from the Electronic Brain (best of) (2006)
- Yagè (2019)

### Speciali
- The Otherness (album bonus di 14 tracce da "The Isness & The Otherness" (doppio CD edizione limitata) (2004)

### Progetti grafici
- Teachings from the Electronic Brain (film musicale interamente realizzato dai due) (1997)

### Progetti non pubblicati
L'album Environments sarebbe dovuto uscire come Amorphous Androgynous: il brano "Environments 3" è apparso nella colonna sonora del film "Teachings From The Electronic Brain" del 1996, il CD appare pubblicizzato nel booklet dell'album Lifeforms. Un album con lo stesso nome, ma non realmente assimilabile a questo è stato pubblicato nel 2008 sotto il nome d'arte ufficiale The Future Sound of London.

### Remix
- Unity, Unity (1992)
- Inner City, Praise (1992)
- Prefab Sprout, If You Don't Love Me (1992)
- Curve, Rising (1993)
- Bryan Ferry, I Put A Spell On You (1993)
- The Shamen, Re:iteration (1993)
- David Sylvian/Robert Fripp, Darshana (1993)
- Apollo 440, Liquid Cool (1994)
- Robert Miles, Paths (2001)

### Discografia del periodo FSOLdigital
- Four Forests (solo Brian Dougans, con il nome Part-Sub-Merged) (2007)
- Environments (2008)